# Anita King
Anita King, nata Anna Keppen (Michigan City, 14 agosto 1884 – Hollywood, 10 giugno 1963), è stata un'attrice statunitense che lavorò nel cinema all'epoca del muto. Proprietaria di cavalli da corsa, fu anche pilota d'automobili. Nel 1915, fu la prima donna non accompagnata ad attraversare in automobile gli Stati Uniti in un viaggio di quarantanove giorni da Hollywood a New York.

## Biografia
Nata da emigrati tedeschi con il nome di Anna Keppen, restò orfana molto giovane: suo padre si suicidò nel 1896, quando lei aveva appena dodici anni; sua madre morì due anni più tardi di tubercolosi. Lei andò a lavorare come domestica e, ancora adolescente, si trasferì a Chicago. Giovane e attraente, fece la modella, recitando anche a teatro in piccole parti.
Intorno al 1908, si trasferì nella West Coast dove, lavorando come modella per i saloni automobilistici della California, sviluppò una passione per le automobili, imparando presto a guidare. All'inizio degli anni dieci, partecipò a delle corse automobilistiche alle quali poi dovette rinunciare dopo un incidente di gara occorsole a Phoenix, in Arizona, che la portò in ospedale. Nel frattempo, l'industria cinematografica che si stava sviluppando a Hollywood la spinse a prendere parte a qualche film usando il nome di Anita King. La sua esperienza teatrale le permise di ottenere delle piccole parti, lavorando nei suoi primissimi anni sotto la direzione di Cecil B. DeMille. In breve tempo, le furono assegnati ruoli da protagonista, diventando una conosciuta attrice, soprattutto a causa della popolarità che le procurò la sua impresa automobilistica di attraversare da sola, in automobile, il continente da costa a costa.

### Coast to Coast
Nel 1915, decise di mettere a frutto la sua esperienza di pilota e, con il sostegno di Jesse L. Lasky e della Paramount Pictures, la nuova casa di distribuzione di Lasky, ottenne dalla Kissel Motor Car Company un'auto equipaggiata con pneumatici Firestone. Il battage pubblicitario lanciò l'impresa dell'attrice-pilota soprannominando Anita King The Paramount Girl: la King partì alle 6 del pomeriggio del 25 agosto dai Lasky Studios di Hollywood, avendo come prima tappa San Francisco dove arrivò con il tempo record (per le donne) di diciassette ore e cinquantacinque minuti. Auto e pilota restarono in città (dove si stava svolgendo l'Esposizione internazionale Panama-Pacifico di San Francisco (1915) per qualche giorno: la King si prese un po' di pausa e di riposo mentre l'auto veniva esibita al Palazzo dei trasporti. L'impresa attirò l'attenzione della PPIE (acronimo dell'Esposizione), che decise di seguirla con bollettini quotidiani che avrebbero segnalato le tappe del tour con bandierine piantate sull'enorme mappa al Palazzo dei trasporti. Dopo aver toccato numerose città degli Stati Uniti e aver fatto un centinaio di apparizioni nei diversi teatri della Paramount sparsi per il paese, Anita King arrivò dopo quarantanove giorni a New York dove fu accolta festosamente da una numerosa delegazione di autorità e ricevette una coppa d'argento da parte della Kissel Kar Company.

## Filmografia
- The Virginian, regia di Cecil B. DeMille (1914)
- The Man from Home, regia di Cecil B. DeMille (1914)
- La fanciulla del West (The Girl of the Golden West), regia di Cecil B. DeMille (1915)
- Snobs, regia di Oscar Apfel (1915)
- Chimmie Fadden, regia di Cecil B. DeMille (1915)
- Carmen, regia di Cecil B. DeMille (1915)
- Temptation, regia di Cecil B. DeMille (1915)
- The Race, regia di George H. Melford (1916)
- Maria Rosa, regia di Cecil B. DeMille (1916)
- Anton the Terrible, regia di William C. de Mille (1916)
- The Heir to the Hoorah, regia di William C. de Mille (1916)
- The Golden Fetter, regia di Edward J. Le Saint (1917)
- The Squaw Man's Son, regia di Edward J. Le Saint (1917)
- The Girl Angle, regia di Edgar Jones (1917)
- Petticoats and Politics, regia di Howard M. Mitchell (1918)
- Whatever the Cost, regia di Robert Ensminger (1918)
- Mistaken Identity (1919)
- One Against Many, regia di Edgar Jones (1919)
- Stripped for a Million, regia di M. de la Parelle (1919)